# Die Schule der Frauen (Molière)

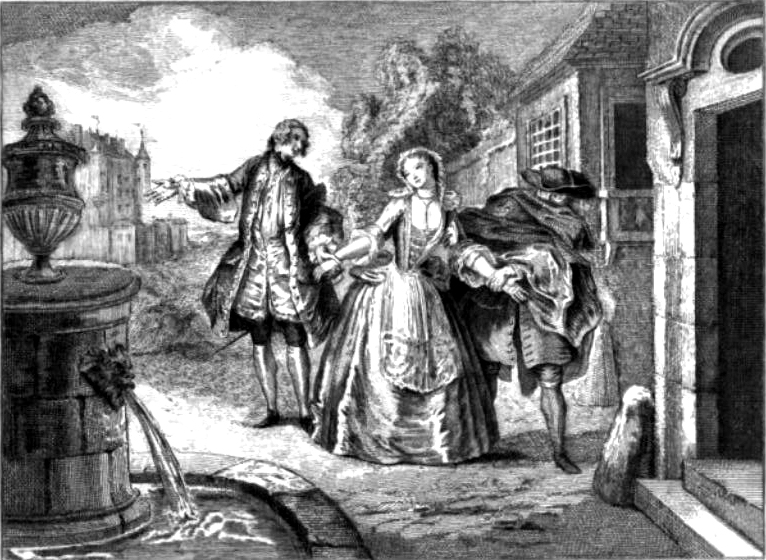
Titelseite der Ausgabe von 1719

Die Schule der Frauen (Originaltitel: L’école des femmes) ist eine fünfaktige Komödie in Versen des französischen Dichters Molière. Die Erstaufführung fand am 26. Dezember 1662 in Paris statt.
Die Schule der Frauen gilt als das erste Meisterwerk Molières und der französischen Hohen Komödie überhaupt. Inhaltlich knüpft es an das ein Jahr zuvor in der Schule der Männer behandelte Thema der „Erziehung“ der Frauen an. Konkret zeigt es, wie der Versuch eines Mannes, ein eigens für ihn retortengleich erzogenes Mädchen als Frau zu gewinnen, scheitert. Die Tatsache, dass Molière seinem Protagonisten nicht nur lächerliche, sondern auch ernste Züge verlieh, und die unkonventionelle Art und Weise, mit der er das Regelwerk der dramatischen Genres unterlief, führte zu einer heftigen öffentlichen Debatte. Deren Argumente aufgreifend, bezog Molière selbst dazu Stellung mit seinem Einakter Die Kritik der Schule der Frauen.

## Handlung
Der 42-jährige Junggeselle Arnolphe hat beschlossen zu heiraten. Was ihn bisher davon abhielt, war die Angst, das Schicksal der durch die weibliche Untreue „gehörnten“ Männer zu teilen, über deren Einfalt er sich öffentlich lustig macht. Um nicht selbst in diese Ehefalle zu tappen, hat er von langer Hand eine eigene Strategie entwickelt. Er adoptierte ein 4-jähriges Bauernkind, ließ es 13 Jahre lang in klösterlicher Abgeschiedenheit aufwachsen und hat nun das zur Unschuld, Unwissenheit und Unterwürfigkeit erzogene Mädchen in einem seiner Häuser einquartiert – isoliert von der Außenwelt und bewacht von beschränkten Dienern –, um sie, Agnès, zu seiner Frau zu machen.
Die Gefahr, dass Arnolphe als stadtbekannter Spötter selbst zum Gespött werden könnte, schwebt von Anfang an über ihm – sein Freund Chrysalde warnt ihn – und wird schnell akut durch das Auftauchen des jungen Horace. Er ist der Sohn eines anderen, auf dem Land lebenden Freundes: Oronte. Horace teilt Arnolphe dessen baldiges Kommen mit und vertraut ihm an, dass er sich in Agnès verliebt hat, die von einem reichen Sonderling, einem Herrn de la Souche, gefangen gehalten werde. Diesen Adelstitel hat sich Arnolphe seit Neuestem zugelegt, wovon Horace nichts weiß. Arnolphe versucht im Folgenden, Horace in seiner Unwissenheit und Vertrauensseligkeit zu halten, um über alles Vorgefallene und Geplante unterrichtet zu sein und seinerseits Gegenmaßnahmen zu treffen. Das gelingt. Was ihm nicht gelingt, ist, die weitere Annäherung der beiden zu verhindern und die erstmals verliebte, zur Ehe bereite Agnès zu überzeugen, dass nicht Horace, sondern er es ist, der es verdient, ihr Gatte zu werden.
Schlussendlich scheint sich dennoch für Arnolphe alles zum Guten zu wenden, als Horace ihn bittet, seinen inzwischen eingetroffenen Vater Oronte davon abzubringen, ihn mit der Tochter eines gewissen Enrique zu verheiraten. Siegesgewiss und skrupellos bricht Arnolphe sein Versprechen, muss aber erfahren, dass die von Oronte Auserkorene niemand anders ist als Agnès. Ihre Eltern – eben jener Enrique und die Schwester Chrysaldes – hatten in einer Notsituation das Kind an eine Bäuerin gegeben und waren nach Amerika ausgewandert, von wo nun Enrique allein zurückgekehrt ist. So fallen die väterlichen Pläne und die Wünsche der Kinder glücklich zusammen; für Arnolphe bleibt am Ende nur der Trost durch den Freund Chrysalde: „Statt sich zu grämen, sei’n Sie doch erfreut! / Das Schicksal meint’s mit Ihnen gnädig: / Wenn man sich so vorm Hörnertragen scheut, / Dann gibt’s nur einen Rat: man bleibe ledig!“

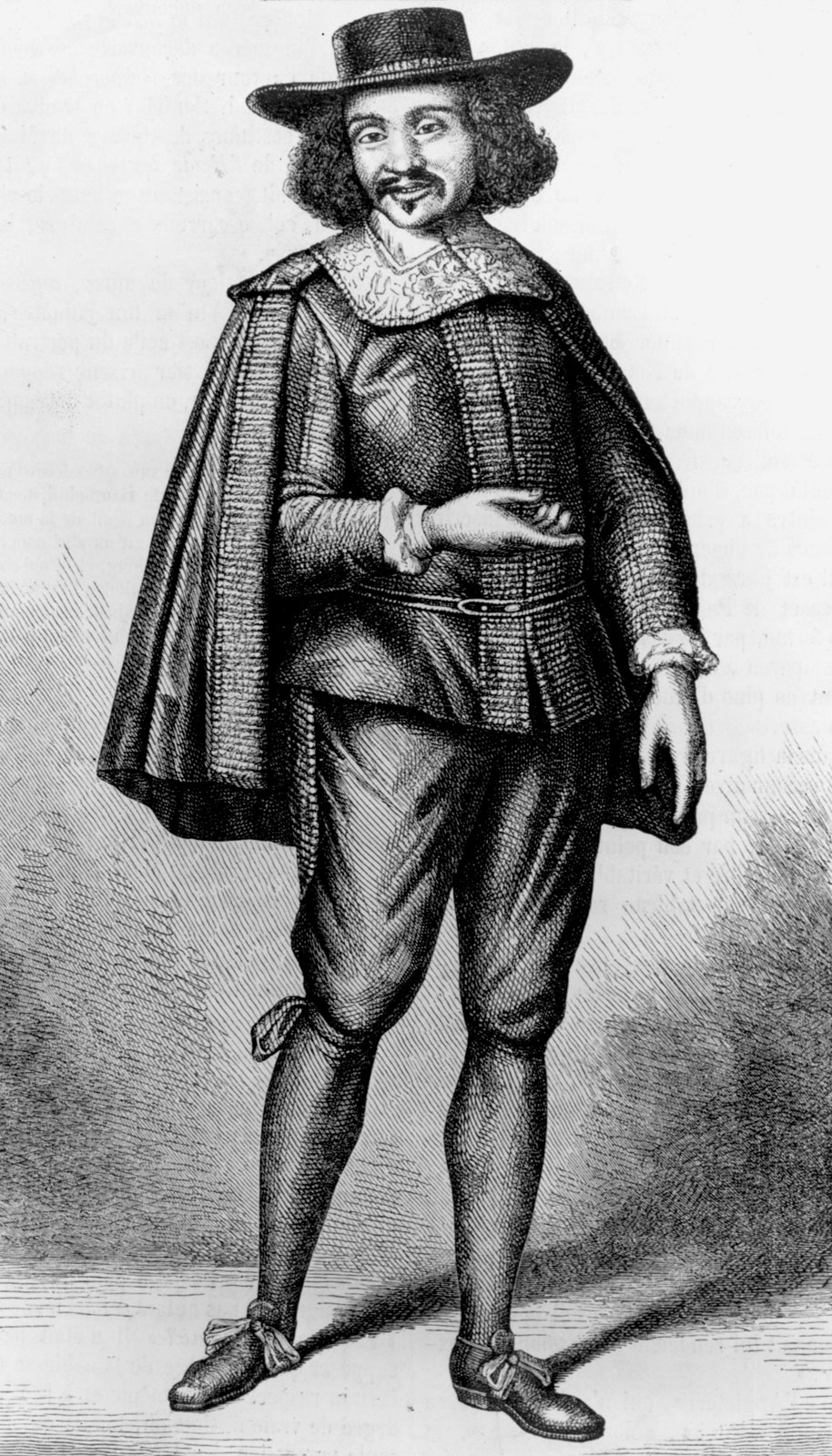
Molière als Arnolphe

## Einordnung in Molières Leben und Werk
Anders als seine Landsleute und Zeitgenossen Corneille und Racine, deren Tragödien vor einem gebildeten Pariser Publikum liefen, schulte Molière sich durch die Begegnung mit dem einfachen Volk; anders als seine Dichterkollegen stand er auch selbst als Schauspieler auf der Bühne. 13 Jahre lang war er mit einer Wandertruppe in Mittel- und Südfrankreich unterwegs, bevor er 1658 – mit ihr und als deren Leiter – in seinen Geburtsort Paris zurückkehrte. Begünstigt durch die gesellschaftliche Umbruchssituation um 1660 und persönlich gefördert durch den jungen, vergnügungsfreudigen König Ludwig XIV., gelang es Molière relativ schnell, sich durchzusetzen und zu etablieren – auch gegen Feinde, die er sich bereits durch seinen ersten großen Erfolg Die lächerlichen Preziösen (1659) machte. Bis zur Schule der Männer (1661) blieb er der vor allem von der italienischen Commedia dell’arte beeinflussten Typenkomödie verpflichtet; Die Schule der Frauen markiert den Wendepunkt zur Charakterkomödie.
Im Februar des gleichen Jahres, 1662, heiratete der inzwischen 40-jährige Molière. Seine rund 20 Jahre jüngere Frau, Armande Béjart, gehörte schon von Kindheit an zu den Schauspielerinnen seiner Truppe. Ihre nie zweifelsfrei geklärte Herkunft gab Anlass zu Gerüchten und Verleumdungen. Offiziell galt sie als Schwester von Madeleine Béjart, Molières langjähriger Bühnenpartnerin und Weggefährtin, möglicherweise auch Geliebten; allgemein vermutete man in ihr jedoch Madeleines uneheliche Tochter. Ein Pamphlet behauptete sogar, Molière sei Armandes Vater, und bezichtigte ihn der Blutschande. Um dem entgegenzutreten, stand Ludwig XIV. Pate beim ersten Kind des Paares. Das änderte nichts daran, dass die Ehe für Molière alles andere als glücklich verlief; Armande soll ihn bereits in der ersten Nacht nach der Hochzeit betrogen haben.
Die Parallelen zur Ausgangskonstellation in der Schule der Frauen liegen auf der Hand. Hinzu kommt das psychologische Moment: Die Seelenlage eines gegen seinen Willen „Gehörnten“ war Molière nur zu vertraut und umso näher, da er den Protagonisten wieder selbst spielte – ebenso wie in den beiden unmittelbar vorangegangenen Stücken, in denen er sich der Thematik der Schule der Frauen annäherte. In Dom Garcie de Navarre geht es um die exzessive Eifersucht eines Mannes, und in der Schule der Männer um zwei heiratswillige Brüder, die mit unterschiedlichem Erfolg um die Gunst ihrer Mündel werben; derjenige, der scheitert, ist der anpassungsunwillige, griesgrämige Sonderling Sganarelle, der die von ihm Begehrte wie eine Sklavin hält und die ihn mit einem Jüngeren betrügt.

## Analyse

### Hauptfiguren
Mit der Schule der Frauen gelang Molière der Schritt von der Typen- zur Charakterkomödie, und mit der Figur des Arnolphe seine „erste lebenswahre und differenzierte Charaktergestalt“. Der Titel der Komödie lehnte sich noch an die ein Jahr zuvor entstandene Schule der Männer an; anders also als einige der folgenden großen Werke Molières (Tartuffe oder Der Betrüger, Der Menschenfeind, Der Geizige, Der eingebildete Kranke) verrät er nichts über irgendeinen Wesenszug des Protagonisten, ja nicht einmal, wer dies ist. Beides ist aber von Anfang an klar.
Arnolphe ist ein Besessener. Er ist getrieben von seiner Angst, dass eine Heirat ihn denen gleich machen könnte, die er verachtet und verspottet: den „gehörnten“ Ehemännern, die seiner Ansicht nach nicht sehen wollen, wie sie von ihren Frauen und deren Liebhabern vorgeführt werden, oder dies sehend dulden. Das wäre ihm unerträglich. Der besonnene Chrysalde gibt ihm zu bedenken, dass er andere, höher zu schätzende Tugenden vernachlässigt und seine ganze Moral nur auf dieser einen gründet. Er rät ihm zur Mäßigung, doch das scheitert an Arnolphes hitzigem Temperament. Er ist gefangen in seinen Leidenschaften und seiner fixen Idee. Was ihm vorschwebt, ist nichts weniger als die „Domestizierung der Erotik“. Sein „machistisch-inzestuöser Wunschtraum“, der ihm viele Jahre lang die Illusion verhieß, über sein Mündel nach Belieben verfügen zu können, wandelt sich für ihn binnen weniger Tage zum Alptraum. Was er partout vermeiden wollte, erlebt und erleidet er nun schon vor der Ehe. Teils ist es die in ihm entfachte Eifersucht, die ihn rasend macht, teils die Ohnmacht gegenüber dem, was geschieht, und mehr noch gegenüber dem, was er von Agnès zu hören bekommt. Ihre Argumente, mit denen sie begründet, was sie gegen ihn und für Horace einnimmt, sind von entwaffnender Einfachheit und Wahrheit. Sie sagt, die Ehe mit ihm, Arnolphe, erscheine ihr „grau in grau“, die mit Horace hingegen „als Vergnügen“; Horace sei „wohl geschickter drin gewesen“, ihre Gefühle zu entzünden, und habe „nicht so viele Worte nötig“; die „Dankesschuld“, die Arnolphe ihr abfordert, sei kleiner, als er vermute, denn die Begegnung mit Horace habe ihr bewusst gemacht, dass sie mit Absicht dumm gehalten wurde: „Ich weiß von ihm, was mir an Wissen fehlt.“
Dagegen kommt Arnolphe nicht an. Er muss erleben, wie sie auf einem Feld, das er ihr vorenthalten wollte, eigenständig Fuß fasst und ihn dort mit seinen eigenen Waffen, denen des Verstandes, schlägt. So nimmt er Zuflucht zu Verzweiflungsakten: Zuerst gelüstet ihn, sie „durchzuprügeln“, dann bittet er auf Knien um ihre Liebe, und schließlich will er sie ins Kloster zurückschicken (was nur verhindert wird durch die Deus-ex-machina-ähnliche Lösung). Die „Schule“, die Arnolphe seiner zukünftigen Frau zugedacht hatte, versagt also, wie er selbst eingestehen muss, bei der erstbesten Belastungsprobe vor der „Schule“, die die Natur in Gang gesetzt hat mit dem Erwachen von Agnès’ Liebe, „das sowohl ein Erwachen der Sinnlichkeit als auch der geistigen Unabhängigkeit ist“. „Ihre natürliche Vernunft triumphiert über den unvernünftigen Dressurakt.“

### Genre
Corneille und Racine stehen für die Tragödie in der französischen Klassik, Molière für die Komödie. Das heißt nicht, dass Molière Tragödien gemieden hat, weder als Autor noch als Spielleiter und Darsteller; die, die er selbst schrieb, gelten allerdings als „misslungen“, und die er aufführte, hatten in der Regel weniger Erfolg als Komödien, wie es auch bei seinem ersten und wegweisenden Auftritt vor Ludwig XIV. der Fall war.
Dass Molière die Komödie für leichter zu machen hielt, lässt sich aus seiner Kritik der Schule der Frauen (mit der er Die Schule der Frauen im Nachhinein theoretisch begründete) nicht entnehmen. Im Gegenteil. Das erhellt der Vergleich von Tragödie und Komödie, den er dem Edelmann Dorante in den Mund legte. Nach dessen Ansicht könne der Tragödiendichter „die Wahrheit zugunsten des Wunderbaren vernachlässigen“ und brauche nur der „Phantasie freien Lauf lassen“, um „große Gefühle zu erkünsteln“ und „Helden“ zu schaffen. Der Autor von Komödien hingegen habe nicht nur die keineswegs leichte Aufgabe, „anständige Leute zum Lachen zu bringen“; was er zeigen müsse, sei der „nach der Natur“ gezeichnete und mit den Fehlern, „die wir alle unser eigen nennen,“ behaftete „Mensch“; zudem sei er der Gegenwart verpflichtet, denn erkenne man „in den komischen Figuren die Zeitgenossen nicht“, dann habe er „sich vergeblich bemüht“.
Dass Dorantes Vergleich nicht in allen Punkten deckungsgleich ist mit allgemeingültigen Definitionen (damaligen wie heutigen), liegt auf der Hand. Ebenso offensichtlich ist, dass Molière hier sein eigenes Programm als reifer Komödiendichter formulierte. Um dorthin zu gelangen, brauchte er, seit seiner Rückkehr in Frankreichs Metropole, rund vier Jahre. Was er von seinen 13 Wanderjahren mitbrachte, war die Fähigkeit, „wie man jedes Publikum für sich gewinnt“; worüber er in Paris auf Anhieb verfügte, war das Gespür, wie man den Nerv der Zeitgenossen trifft (Die lächerlichen Preziösen); was noch zu tun blieb, war, seine Komödien so anzulegen, dass genügend Raum gegeben war, um die Figuren als „Menschen“ zu zeigen – zumindest die Hauptfigur.
Das geschieht zum einen per Erweiterung (vom Ein- zum Fünfakter), zum anderen aber auch durch Reduktion und Fokussierung: Gegenüber der Schule der Männer beispielsweise verzichtet Molière in der Schule der Frauen auf eine kontrastierende Parallelhandlung. Hinzu kommt eine Perspektivverschiebung zugunsten des Protagonisten, denn die Begegnungen zwischen den jungen Liebenden sieht und erlebt der Zuschauer nie direkt; er erfährt von ihnen stets nur vermittelt und im gleichen Moment wie Arnolphe. Dieser Kunstgriff erhöht die Spannung und verhindert ein dem Komödienpublikum oft gewährtes Privileg: die Überlegenheit durch Wissensvorsprung. Er hat aber auch Einfluss auf die Sympathielenkung. Die Identifikation mit den Liebenden wird gemindert, und die mit dem Protagonisten erhöht – oder zumindest partiell möglich gemacht. Das liegt daran, dass man leicht zum emotionalen Komplizen von Arnolphes Hoffnungen und Enttäuschungen werden kann. Es gibt aber auch rationale Gründe, ihm Respekt zu zollen, angefangen damit, dass er in der Lage ist, seinerseits Respekt zu empfinden für Agnès’ Erwachen. Nicht nur sie, auch er entwickelt sich im Verlauf des Stückes. Selbst die Herrschaftsattitüde, die in ihm durchbricht mit dem Beschluss, sie ins Kloster zurückzuschicken, kann man verzeihlich finden, als letzte Zuflucht eines verzweifelt Liebenden und Abgewiesenen. Erst die Gewissenlosigkeit, mit der er dem hilfesuchenden Horace ein Versprechen gibt, von dem er genau weiß, dass er es brechen wird, degradiert ihn nachhaltig und reduziert seine Moral auf den für Molières Figuren typischen „Reflex“: den Egoismus.
Zugleich ist dies der Punkt, von dem an das gewohnte Regelwerk der Komödie voll in Gang gesetzt wird. Das Publikum schenkt seine Sympathie ungeteilt denen, die sich glücklich finden „sollen“, und es erhebt sich wieder über den „Schurken“, dessen Intrigen, durch welchen Zufall auch immer, sich gegen ihn wenden und ihn den „wohlverdienten Lohn“ empfangen lassen. Das ändert freilich nichts daran, dass Molière den Protagonisten seiner ersten Charakterkomödie insgesamt so gezeichnet hat, dass der Zuschauer sehr wohl Grund hat, ihn bei aller Komik und Lächerlichkeit zugleich auch ernst zu nehmen.

## Rezeption
Die Schule der Frauen hatte sofort und anhaltend großen Erfolg. Zugleich löste sie eine heftige öffentliche Diskussion aus, in die sich auch Molière selbst einschaltete. Sie betraf künstlerische Aspekte ebenso wie die in dem Stück behandelte Thematik. – Molières neuartige Komödie brach mit bestimmten Konventionen, wie man sie bis dahin von diesem Genre, aber auch von seinen eigenen Stücken zu erwarten gewohnt war. Bemängelt wurde, von Autoren wie Thomas Corneille und Donneau de Visé, dass in ihr die Charakterdarstellung Vorrang vor der Intrige bekommen hatte, dass es den Figuren an Kohärenz fehle und dass Tragödien- und Farce-Elemente vermischt wurden. – Inhaltlich angegriffen wurde Molière dafür, dass sein Stück die „traditionelle Auffassung von ehelicher Liebe als Pflicht und erzwungener Treue“ kritisierte. Neben seinen literarischen Konkurrenten rief dieser Punkt vor allem die Kirche auf den Plan, wogegen der König zu den Unterstützern des Autors gehörte.
Molière fühlte sich herausgefordert, selbst öffentlich Position zu beziehen, und antwortete mit dem Theaterstück Die Kritik der Schule der Frauen. Die einaktige Prosakomödie, uraufgeführt ein knappes halbes Jahr nach der Schule der Frauen, lässt Befürworter und Gegner – je drei Frauen und Männer, die nach und nach in einem Salon eintreffen – zu Wort kommen. Neben grundsätzlichen künstlerischen Fragen, die das Theater betreffen, geht es in dem Gespräch beispielsweise auch um die offenbar vieldiskutierte Textpassage, bei der Agnès in besonders naiv-unschuldiger Weise den zwischen eifersüchtiger Angst und Neugier schwankenden Arnolphe, und mit ihm das Publikum, auf die Folter spannt mit ihrer Antwort auf seine Frage, was Horace ihr „genommen“ hat – eine Szene, die Anstoß erregte und von einer Figur explizit als „obszön“ bezeichnet wird, womit Molière zugleich ein seinerzeit in Mode kommendes Wort aufgriff. Den Vorwurf, in seiner Komödie werde zu viel erzählt und zu wenig gehandelt, lässt er eine Befürworterin mit einem Geschmacks- und Sachurteil verteidigen, was zugleich die besondere Dramaturgie des Stückes in einem Satz bündelt: „Mir gefällt es, daß ein recht kluger Mann von einem ganz naiven Mädchen, das er heiraten will, und einem Grünschnabel, der sein Rivale ist, immer alles haarklein erzählt bekommt und doch das, was sein soll, nicht verhindern kann.“ Dem besonnenen und gebildeten Dorante, den Molière als sein Sprachrohr anlegte, aber nicht selbst spielte, bleibt es schließlich vorbehalten, der Aufzählung weiterer „Regelverstöße“ sowohl im Detail als auch grundsätzlich entgegenzutreten. Seiner Überzeugung nach steht die Zustimmung des Publikums über der formalen Regeltreue: „Wenn die Stücke, die den Regeln entsprechen, durchfallen und die erfolgreichen Stücke sich nicht an die Regeln halten, dann sind gewiß die Regeln nicht in Ordnung.“

## Adaption
Die gleichnamige Opera buffa, mit der Musik von Rolf Liebermann und dem Libretto von Heinrich Strobel, wurde 1955 in Louisville, Kentucky, uraufgeführt. Ihre Handlung folgt im Wesentlichen der literarischen Vorlage – mit dem Unterschied, dass sie Molière als zusätzliche Bühnenfigur einführt und in mehreren Rollen, spielend und kommentierend, auftreten lässt.
Die Oper war ein Auftragswerk für die Salzburger Festspiele 1957, wäre aber beinahe abgesagt worden. Ursache war, dass die der Premiere nachfolgende New Yorker Aufführung von einem Kritiker der Herald Tribune verrissen wurde. Liebermann und Strobel erweiterten daraufhin ihre Oper von einem auf drei Akte und übertrugen sie vom Englischen ins Deutsche. In dieser Fassung kam sie dann in Salzburg auf die Bühne, wurde von zahlreichen Rundfunkstationen übernommen, fand großen Anklang bei Publikum und Kritik und avancierte zu einer der meistgespielten zeitgenössischen musikalischen Komödien.
2020 kam am Landestheater Niederösterreich eine Adaption des Stücks unter dem Titel "Molières Schule der Frauen" auf den Spielplan; Regie führte Ruth Brauer-Kvam.

## Ausgaben
- L’école des femmes. Paris 1663.
- L’école des femmes. In: Œuvres, Herausgeber Vivot und La Grange, 8 Bände. Paris 1682, Band 2.
- L’école des femmes. In: Œuvres complètes, Herausgeber E. Despois und P. Mesnard, 13 Bände. Paris 1876, Band 3.
- L’école des femmes. In: Œuvres complètes, Herausgeber R. Jouanny, 2 Bände. Classique Garn, Paris 1961, Band 1.
- L’école des femmes. In: Œuvres complètes, Herausgeber G. Couton, 2 Bände. Pléiade, Paris 1971, Band 1.
- L’école des femmes. In: Œuvres complètes, Herausgeber G. Mogrédien, 4 Bände. Garnier-Flammarion, Paris 1975, Band 2.
- L’école des femmes. Folio, Paris 1985.
- L’école des femmes. Poche, Paris 1986.

## Übersetzungen
- Die Schule des Frauenzimmers. Anonym. Berlin 1752.
- Die Schule der Frauen. Übersetzer: Wolf Graf Baudissin. In: Lustspiele, Band 1. Leipzig 1865. Erneut in: Sämtliche Werke, Band 1. Hamburg 1948.
- Schule der Frauen. Übersetzer: Ludwig Fulda. In: Meisterwerke, Band 1. Stuttgart/Berlin 1905. Erneut in: Meisterwerke, Band 1. Stuttgart 1929.
- Die Schule der Frauen. Übersetzer: Rudolf Alexander Schröder. In: Werke. Wiesbaden 1954. Erneut in: Werke. Reclams Universal-Bibliothek, Stuttgart 1962.
- Die Schule der Frauen. Übersetzer: Hans Weigel. Zürich 1964. Erneut in: Komödien, Band 2. detebe, Zürich 1975.
- Die Schule der Frauen. Übersetzer: G. Fabricius und W. Widmer. In: Komödien. München 1970.
- Die Schule der Frauen. Übersetzerin: S. Zwach. S.Fischer-Theaterverlag, Frankfurt, 2014.